# Blondelia piniariae
Blondelia piniariae là một loài ruồi trong họ Tachinidae.